# Hilde Lütken-Bengtsson

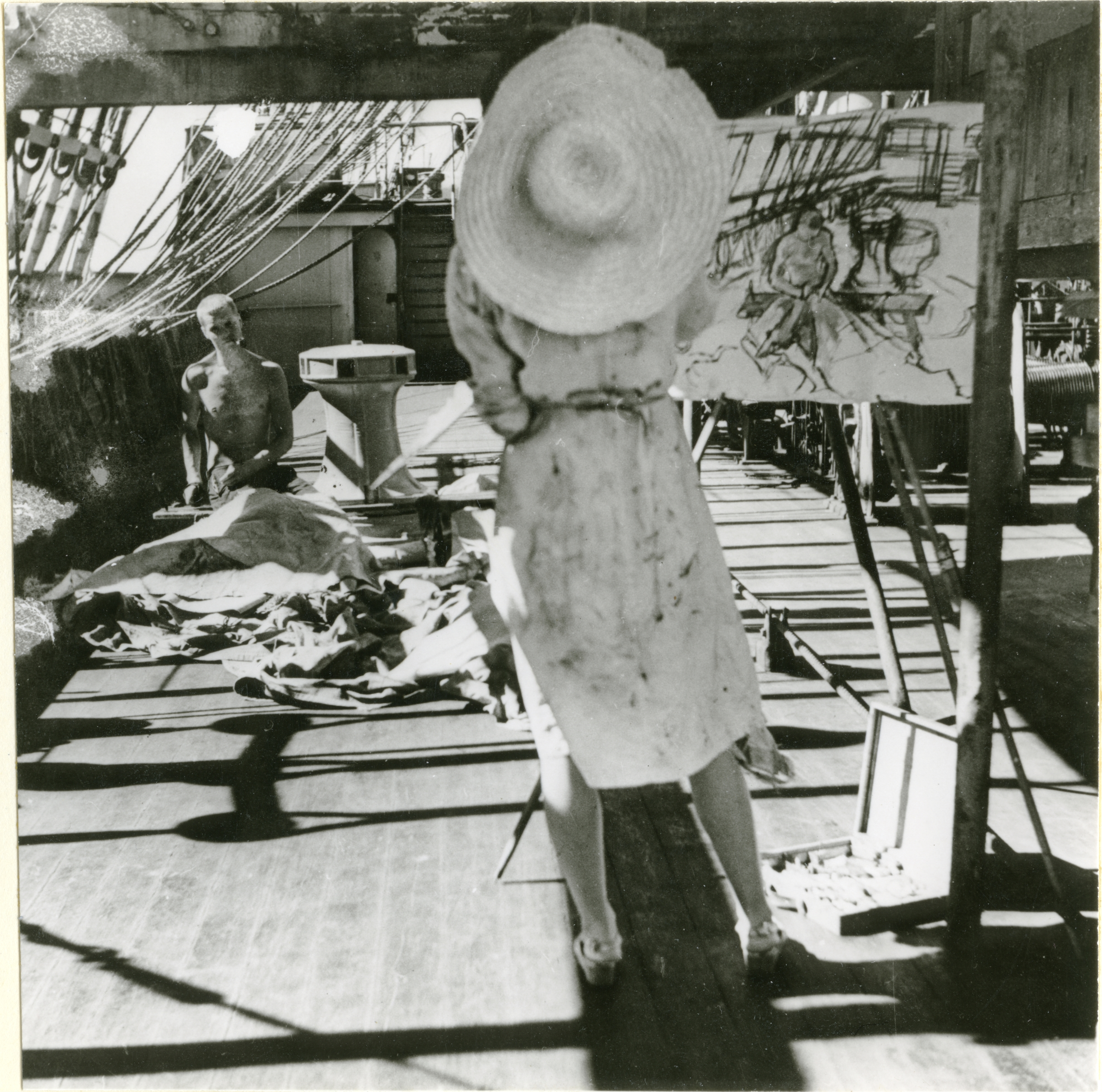
Hilde Lütken-Bengtsson ombord på barken Passat år 1947 på sin resa mellan Åland och Kapstaden.

Hilde Lütken-Bengtsson, från 1957 gift Lindström, född 13 maj 1914 i Köpenhamn, död 14 maj 2004 i Lund, var en dansk-svensk målare, tecknare, teaterdekoratör och författare.
Lütken-Bengtsson studerade konsthantverk i Köpenhamn, London och Paris samt under ett flertal studieresor till bland annat Afrika, Amerika, Mexiko och de flesta europeiska länderna. Från dessa resor tecknade hon ner sina intryck och hon berättade dem även i bokform.
År 1947 reste hon med fyrmastaren Passat från Åland till Kapstaden. Hon gjorde det för att skildra resan med ett av de sista fraktbärande segelfartygen som lämnade nordisk hamn, och hon gjorde det på uppdrag av Stockholms-Tidningen och Karlshamns Allehanda. Den senare tidningen var hennes make sedan 1938 Erik Bengtsson (1913–1955) chefredaktör för. Resan tog tre månader men väl framme i Kapstaden presenterades Lütken-Bengtssons målningar på en separatutställning. År 1949 gav Bonnier ut hennes bok En windjammer seglar ut, med berättelser och teckningar från färden.
För den svenska publiken debuterade hon 1950 på Konstsalong Rålambshof. Hon medverkade i samlingsutställningar med Karlskrona konstförening. Hennes konst består av naivistiska idyller, reportagemåleri, havsmotiv och skeppsmotiv. Vid sidan av sitt eget skapande var hon verksam som dekoratör vid en experimentteater i Stockholm.
Konstnären var från 1957 gift med sjökaptenen Tore Lindström (1913–1981).